# Frontera entre Hondures i el Regne Unit
La frontera entre Hondures i el Regne Unit es una frontera totalment marítima entre el Regne Unit, al nivell de les illes Caiman, i Hondures, situada al Mar Carib.
El desembre de 2001, es va formalitzar un tractat amb una línia de demarcació que comença al trifini Regne Unit - Hondures - Cuba sobre tres punts
- Punt A : 19º27'57"N 83º35'50"O
- Punt B : 17º35'03"N 82º21'00"O
- Punt C : 17º35'03"N 80º49'59"O

Actualment no ha estat pas possible completar la delimitació marítima més enllà del punt C. Tanmateix, s'ha acordat entre les Parts que la delimitació del punt C serà, quan arribi el moment, seguint la direcció est per assolir el trifini entre els límits de les zones marítimes sota la jurisdicció respectiva de les parts i una altra.
S'han establit disposicions referents a la pesca de vaixells de les illes Caiman a la zona dels bancs Misteriosa i Rosario.